# بانک الاهلی

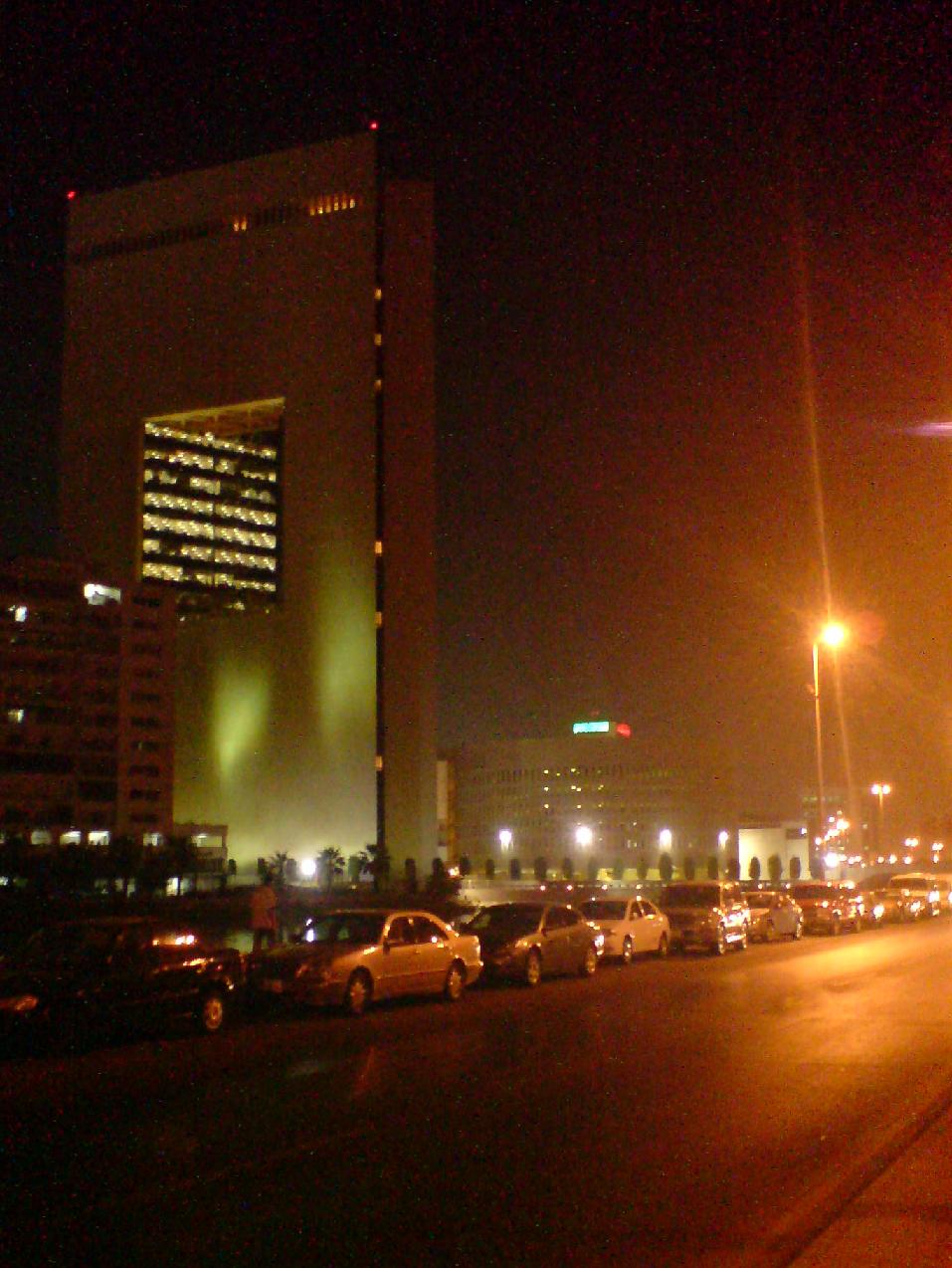
ساختمان مرکزی بانک الاهلی

بانک الاهلی (به عربی: البنك الأهلي التجاري) شرکت خدمات مالی و بانکداری عربستانی است، که بزرگترین بانک جهان عرب بر پایه میزان دارایی‌ها به‌شمار می‌آید.
بانک الاهلی در سال ۱۹۵۳ تأسیس شد و در حال حاضر دارای شبکه‌ای از ۲۸۸ شعبه بانک در عربستان سعودی می‌باشد.
شعبه مرکزی این بانک در شهر جده، عربستان سعودی قرار دارد و دولت پادشاهی عربستان سعودی مالک اکثریت سهام آن می‌باشد. بخشی از سهام بانک الاهلی نیز در بازار بورس تداول معامله می‌شود.